# Quantorenunverträglichkeit
Quantorenunverträglichkeit bezeichnet die Eigenschaft der Prädikatenlogik erster Stufe, dass der Allquantor {\displaystyle \forall } sich nicht mit der Disjunktion und der Existenzquantor {\displaystyle \exists } sich nicht mit der Konjunktion „versteht“ (es gilt kein Distributivgesetz für diese Quantoren und Operatoren):
{\displaystyle (\forall x\colon F(x))\lor (\forall x\colon G(x))\,\not \equiv \,\forall x\colon (F(x)\lor G(x))}
{\displaystyle (\exists x\colon F(x))\land (\exists x\colon G(x))\,\not \equiv \,\exists x\colon (F(x)\land G(x))}

## Beispiel
Die Aussage
Für jedes Auto gilt: es fährt oder es steht
ist nicht gleichbedeutend mit der Aussage
Jedes Auto steht oder jedes Auto fährt,
weil im letzteren Fall entweder kein Auto fährt oder aber alle Autos fahren, aber kein Zwischenzustand möglich ist, wie
Einige Autos fahren, andere nicht.